# Grewia pulverulenta
Grewia pulverulenta är en malvaväxtart som beskrevs av R. Viguier. Grewia pulverulenta ingår i släktet Grewia och familjen malvaväxter. Inga underarter finns listade i Catalogue of Life.